# Noirefontaine (Doubs)
Noirefontaine és un municipi francès situat al departament del Doubs i a la regió de Borgonya - Franc Comtat. L'any 2007 tenia 360 habitants.

## Demografia

### Població
El 2007 la població de fet de Noirefontaine era de 360 persones. Hi havia 156 famílies de les quals 48 eren unipersonals (20 homes vivint sols i 28 dones vivint soles), 52 parelles sense fills, 48 parelles amb fills i 8 famílies monoparentals amb fills.
La població ha evolucionat segons el següent gràfic:
Habitants censats

### Habitatges
El 2007 hi havia 176 habitatges, 158 eren l'habitatge principal de la família, 6 eren segones residències i 12 estaven desocupats. 139 eren cases i 35 eren apartaments. Dels 158 habitatges principals, 123 estaven ocupats pels seus propietaris, 32 estaven llogats i ocupats pels llogaters i 3 estaven cedits a títol gratuït; 5 tenien dues cambres, 24 en tenien tres, 38 en tenien quatre i 91 en tenien cinc o més. 137 habitatges disposaven pel capbaix d'una plaça de pàrquing. A 69 habitatges hi havia un automòbil i a 75 n'hi havia dos o més.

## Economia
El 2007 la població en edat de treballar era de 240 persones, 172 eren actives i 68 eren inactives. De les 172 persones actives 162 estaven ocupades (84 homes i 78 dones) i 10 estaven aturades (4 homes i 6 dones). De les 68 persones inactives 41 estaven jubilades, 11 estaven estudiant i 16 estaven classificades com a «altres inactius».

### Ingressos
El 2009 a Noirefontaine hi havia 161 unitats fiscals que integraven 381 persones, la mediana anual d'ingressos fiscals per persona era de 17.270 €.

### Activitats econòmiques
Dels 9 establiments que hi havia el 2007, 1 era d'una empresa alimentària, 1 d'una empresa de fabricació d'altres productes industrials, 2 d'empreses de construcció, 4 d'empreses de comerç i reparació d'automòbils i 1 d'una empresa de serveis.
Dels 2 establiments de servei als particulars que hi havia el 2009, 1 era un guixaire pintor i 1 agència immobiliària.
Els 2 establiments comercials que hi havia el 2009 eren fleques.
L'any 2000 a Noirefontaine hi havia 3 explotacions agrícoles.

## Poblacions més properes
El següent diagrama mostra les poblacions més properes.